# Jugoslávská koruna
Jugoslávská koruna (srbochorvatsky zapsáno latinkou Jugoslavenska kruna a cyrilicí Југословенска крyна, slovinsky krone) byla provizorní měna v letech 1918–1920 v novém království Srbů, Chorvatů a Slovinců.
Měna byla spojením koruny (původem z Rakousko-Uherska) a dináru (původem ze Srbska), takže de facto fungovaly dvě měny v jednom.

## Historie
Po 1. světové válce byl vytvořen nový stát Slovinců, Chorvatů a Srbů, který nahradil Rakousko-uherskou korunu svou vlastní korunou. Koruna byla spojena i s dinárem který měl kurz 1 dinár = 4 koruny. Přesně se neví kdy byla koruna vyřazena z provozu, jeden zdroj říká že byla v provozu až v roce 1922. Měna byla nahrazena jugoslávským dinárem.

## Bankovky
První provizorní bankovky z roku 1919 byly rozděleny po hodnotách 2, 4, 20, 40, 80, 400 a 4 000 korun. Druhá provizorní emise obsahovaly stejné nominální hodnoty jako z rakousko-uherských bankovek z roku 1912, ty jugoslávské ale obsahovaly kolkové známky. Známky na 10, 20 a 50 korunách byly dvojjazyčné (srbochorvatština a slovinština), ale známky na bankovkách v hodnotě 100 a 1000 korun mohly být v jakémkoli uznávaném jazyce a i písmem (latinkou či cyrilicí). Později království Srbů, Chorvatů a Slovinců vydalo „korunu v dinárech“, což znamenalo že jedna bankovka měla dvě měny v sobě.